# Романов, Никон Семёнович
Ни́кон Семёнович Рома́нов (1909—1941) — советский историк-якутовед.

## Биография
Никон Романов родился в 1909 году в Намском наслеге Верхневилюйского улуса Вилюйского округа Якутской области в крестьянской семье. По национальности якут. В 1926 году окончил с отличием Верхневилюйскую среднюю школу и поступил в Верхневилюйский педагогический техникум. В 1929 году окончил техникум и был назначен учителем Малыкайской школы Нюрбинского района. Принимал участие в создании первых колхозов. С 1930 года член ВКП(б). Вернулся в Верхневилюйск, работал учителем. В 1932 году поступил на историческое отделение Ленинградского педагогического института им. А. И. Герцена. В 1935 году окончил институт и до 1938 года работал преподавателем кафедры истории СССР, заместителем директора по учебной части Якутского педагогического института. С 1938 года учился в аспирантуре исторического факультета Ленинградского государственного университета.
21 июня 1941 года защитил кандидатскую диссертацию на тему «Ясак в Якутии в XVIII в.». На следующий день началась Великая Отечественная война, и Никон Романов пошёл добровольцем на фронт. Он говорил: «У нас хотят отнять завоеванное счастье. Не бывать этому. Вчера я был научным сотрудником, сегодня — боец могучей Красной Армии». Погиб 9 сентября 1941 года в боях в районе Колпино.

## Сочинения
- Н. С. Романов. Ясак в Якутии в XVIII в. Якутск, 1956